# (15230) Alona
(15230) Alona  es un asteroide del cinturón principal perteneciente al cinturón de asteroides, región del sistema solar que se encuentra entre las órbitas de Marte y Júpiter.
Fue descubierto el 13 de septiembre de 1987 por Henri Debehogne desde el Observatorio de La Silla.

## Designación y nombre
Designado provisionalmente como 1987 RF1. Fue nombrado así por Alona (n. 1997) quien es hija de Valentina Arkadievna Andreichenko, que realizó las reducciones para las mediciones astrométricas del descubridor y se desempeñó como traductora para el Programa de Observación Tomsk-Uccle.

## Características orbitales
(15230) Alona está situado a una distancia media del Sol de 2,284 ua, pudiendo alejarse hasta 2,661 ua y acercarse hasta 1,907 ua. Su excentricidad es 0,165 y la inclinación orbital 5,430 grados. Emplea 1260,64 días en completar una órbita alrededor del Sol.

## Características físicas
La magnitud absoluta de (15230) Alona es 14,75. Tiene un diámetro de 3,429 km y su albedo geométrico es de 0.314.